# Vilhelm Estrup
Vilhelm Estrup (født 17. maj 1936 i København, død 24. november 2013 i Aarhus) var en dansk godsejer og hofjægermester, far til Vibeke Estrup, Regitze Estrup og Frederik Emil Valdemar Estrup.
Han er søn af Niels Rudolph Estrup og bror til Hector Estrup og Christian Estrup. Han er uddannet cand.silv., var medejer af Skaføgård 1967-71 og ejer af skovgodset Fjeld. 1983 blev han udnævnt til hofjægermester.
Han blev begravet fra Marie Magdalene Kirke.